# 山梨県小学校の廃校一覧
山梨県小学校の廃校一覧（やまなしけんしょうがっこうのはいこういちらん）は、山梨県内の小学校のうち、現在までに廃校となっているものの一覧。対象となるのは、学制改革（1947年）以降に廃校となった小学校、および分校である。なお、名称は廃校当時のもの。廃校時に小学校（分校）が所在していた自治体がその後、合併によって消滅している場合は、現行の自治体に含める。また休校中の県内の小学校や分校は公式には存続していることとなっているが、現在休校中のそれらは事実上廃校となっているものが多いため、便宜上本項に記載する。
（）内は、廃校になった年、統合先の小学校である。特に月日が表記されていないものは、3月31日閉校とする。

## 甲府市
- 甲府市立黒平小学校（1978年）[1]
- 甲府市立宮本小学校（1984年）[1]
- 甲府市立相生小学校（2005年統合により甲府市立舞鶴小学校へ）[2]
- 甲府市立穴切小学校（同上）[2]
- 甲府市立春日小学校（同上）[2]
- 甲府市立上九一色小学校（2008年甲府市立中道南小学校へ統合）[注釈 1]
- 甲府市立富士川小学校（2011年琢美小と統合し甲府市立善誘館小学校へ）[3]
- 甲府市立琢美小学校（2011年富士川小と統合し善誘館小へ）[3]

## 都留市
- 都留市立宝小学校御座石分校（1961年）[4]
- 都留市立与縄小学校（1967年都留市立禾生第一小学校へ統合）[5]
- 都留市立宝小学校平栗分校（1979年）[4]
- 都留市立旭小学校（2023年禾生第一小へ統合）[5]

## 山梨市
- 山梨市立堀之内小学校（2007年山梨市立八幡小学校へ統合）[6]
- 山梨市立笛川小学校柳平分校[7]（2007年休校[8]、2016年牧丘第一小柳平分校から改称）
- 山梨市立牧丘第一小学校（2016年統合により山梨市立笛川小学校へ）[9]
- 山梨市立牧丘第二小学校（同上）[9]
- 山梨市立牧丘第三小学校（同上）[9]
- 山梨市立三富小学校〈2代目〉（同上）[9]
- 牧丘町立牧丘第一小学校杣口分校（1958年）[8]
- 牧丘町立牧丘第三小学校塩平季節分校（1965年）[10]
- 三富村立三富小学校〈初代〉（1980年川浦小と統合し三富小〈2代目〉へ）[11]
- 三富村立川浦小学校（1980年三富小〈初代〉と統合し三富小〈2代目〉へ）[11]

## 大月市
- 大月市立藤崎小学校（1960年大月市立猿橋小学校へ統合）[12]
- 大月市立大月西小学校間明野分校（1964年）[12]
- 大月市立浅川小学校奈良子分校（1966年葛野小〈現：大月市立七保小学校〉へ統合）[12]
- 大月市立小沢小学校（1969年猿橋小へ統合）[12]
- 大月市立浅利小学校（2008年大月市立大月東小学校へ統合）[13]
- 大月市立畑倉小学校（同上）[13]
- 大月市立瀬戸小学校（2009年七保小へ統合）[13]
- 大月市立上和田小学校（同上）[13]
- 大月市立笹子小学校（2010年大月市立初狩小学校へ統合）[13]
- 大月市立宮谷小学校（2011年猿橋小へ統合）[13]
- 大月市立梁川小学校（2011年大月市立鳥沢小学校へ統合）[13]
- 大月市立下和田小学校（2012年猿橋小へ統合）[13]
- 大月市立大月西小学校（2016年大月東小へ統合）[14]
- 大月市立強瀬小学校（同上）[14]

## 韮崎市
- 韮崎市立円野小学校（1978年統合により韮崎市立韮崎北西小学校へ）[15]
- 韮崎市立清哲小学校（同上）[15]
- 韮崎市立神山小学校（同上）[15]
- 韮崎市立甘利小学校〈旧〉（1983年統合により韮崎市立甘利小学校〈新〉へ）[16]
- 韮崎市立大草小学校（同上）[16]
- 韮崎市立龍岡小学校（同上）[16]
- 韮崎市立藤井小学校（1990年統合により韮崎市立韮崎北東小学校へ）[17]
- 韮崎市立中田小学校（同上）[17]
- 韮崎市立穴山小学校（同上）[17]

## 南アルプス市
- 若草町立三恵小学校（1971年統合により南アルプス市立若草小学校〈当時：若草町立〉三恵教場となり、1973年新校舎へ移転）[18]
- 若草町立鏡中条小学校（1971年若草小鏡中条教場となり、1973年廃止）[18]
- 若草町立藤田小学校（1971年若草小藤田教場となり、1973年廃止）[18]

## 北杜市
- 北杜市立増富小学校〈2代目〉（2012年北杜市立須玉小学校へ統合）[19]
- 北杜市立長坂小学校〈2代目〉（2013年統合により北杜市立長坂小学校〈3代目〉へ）[20]
- 北杜市立日野春小学校（同上）[20]
- 北杜市立秋田小学校（同上）[20]
- 北杜市立小泉小学校（同上）[20]
- 北杜市立高根東小学校〈旧〉（2019年統合により北杜市立高根東小学校〈新〉へ）[21]
- 北杜市立高根清里小学校（同上）[21]
- 北杜市立高根北小学校（同上）[21]
- 高根町立高根東北小学校（1974年八ヶ岳小と統合し北杜市立高根清里小学校〈当時：高根町立〉へ）[22]
- 高根町立八ヶ岳小学校（1974年高根東北小と統合し高根清里小へ）[22]
- 長坂町立長坂小学校〈初代〉（1975年清春小と統合し長坂小〈2代目〉へ）[23]
- 長坂町立清春小学校（1975年長坂小〈初代〉と統合し長坂小〈2代目〉へ）[23]
- 明野村立朝神小学校（1975年統合により北杜市立明野小学校〈当時：明野村立〉へ）[24]
- 明野村立上手小学校（同上）[24]
- 明野村立小笠原小学校（同上）[24]
- 小淵沢町立小淵沢東小学校（1975年小淵沢西小と統合し北杜市立小淵沢小学校〈当時：小淵沢町立〉へ）[25]
- 小淵沢町立小淵沢西小学校（1975年小淵沢東小と統合し小淵沢小へ）[25]
- 須玉町立増富小学校〈初代〉（1963年和田分校と統合し東北小へ）
- 須玉町立増富小学校和田分校（1963年本校と統合し東北小へ）
- 須玉町立若神子小学校（1985年統合により須玉小へ）[19]
- 須玉町立穂足小学校（同上）[19]
- 須玉町立多麻小学校（同上）[19]
- 須玉町立津金小学校（同上）[19]
- 須玉町立江草小学校（同上）[19]
- 須玉町立岩下小学校（同上）[19]
- 須玉町立北小学校（1988年東北小と統合し増富小〈2代目〉へ）[26]
- 須玉町立東北小学校（1988年北小と統合し増富小〈2代目〉へ）[26]

## 甲斐市
- 敷島町立睦沢小学校（1978年敷島小の一部および吉沢小と統合し甲斐市立敷島北小学校〈当時：敷島町立〉へ）[27]
- 敷島町立吉沢小学校（1978年敷島小の一部および睦沢小と統合し敷島北小へ）[27]
- 敷島町立清川小学校大明神分校（1979年3月31日休校、1986年敷島北小へ統合）
- 敷島町立清川小学校（1986年敷島北小へ統合）[27]

## 笛吹市
- 御坂町立御坂東小学校藤野木分校（1965年）[28]
- 八代町立八代小学校〈旧〉（1982年御所小と統合し笛吹市立八代小学校〈当時：八代町立〉へ）[29]
- 八代町立御所小学校（1982年八代小〈旧〉と統合し八代小〈新〉へ）[29]
- 境川村立境川小学校寺尾分校（1991年休校、1995年廃校）[30]

## 上野原市
- 上野原市立大目小学校（2011年統合により上野原市立上野原西小学校へ）[31]
- 上野原市立甲東小学校（同上）[31]
- 上野原市立沢松小学校（同上）[31]
- 上野原市立四方津小学校（同上）[31]
- 上野原市立大鶴小学校（2012年上野原市立上野原小学校へ統合）[32]
- 上野原市立棡原小学校（同上）[32]
- 上野原市立上野原西小学校和見分校（2011年甲東小和見分校から改称、2014年廃校）[33]
- 上野原町立島田小学校田野入分校（1964年本校へ統合）[34]
- 上野原市立西原小学校（2019年上野原小へ統合）[35]
- 秋山村立栗谷小学校（2001年統合により上野原市立秋山小学校〈当時：秋山村立〉へ）[36]
- 秋山村立桜井小学校（同上）[36]
- 秋山村立浜沢小学校（同上）[36]
- 秋山村立桜井小学校小和田分校（1966年）

## 甲州市
- 甲州市立大和小学校天目分校（休校、廃校時期不明）[37][注釈 2]
- 甲州市立神金第二小学校落合分校（休校、廃校時期不明）[37]
- 甲州市立神金第二小学校（休校開始時期不明）[37]
- 甲州市立松里小学校滑沢分校（1974年休校、2012年廃校[33]）
- 甲州市立大和小学校共和分校（1982年休校、廃校時期不明[37]）
- 甲州市立勝沼小学校深沢分校（1990年休校、廃校時期不明[37]）[注釈 3]
- 塩山市立塩山小学校（1955年甲州市立塩山南小学校と甲州市立塩山北小学校〈いずれも当時：塩山市立〉へ分割）[38]
- 塩山市立神金小学校裂石分校（1965年）[39]
- 塩山市立神金小学校大久保分校（1986年）[39]

## 西八代郡
- 市川大門町立市川小学校〈旧〉（1966年高田小と統合し市川大門町立市川高田小学校〈現：市川三郷町立市川小学校〉へ）[40]
- 市川大門町立高田小学校（1966年市川小〈旧〉と統合し市川高田小へ）[40]
- 市川大門町立市川南小学校南分校（2002年）[41]
- 三珠町立下九一色小学校下芦川分校（1974年）[42]
- 三珠町立下九一色小学校（1979年市川三郷町立上野小学校〈当時：三珠町立〉へ統合）[43]
- 六郷町立岩間小学校（1955年統合により市川三郷町立六郷小学校〈当時：六郷町立〉へ）[44]
- 六郷町立楠甫小学校（同上）[44]
- 六郷町立山宮小学校（同上）[44]
- 六郷町立六郷小学校岩下分校（1965年7月23日）[44]
- 六郷町立落居小学校（2000年六郷小へ統合）[44]

## 南巨摩郡
- 早川町立西山小学校奈良田分校（1963年）[45]
- 早川町立硯島小学校大島分校（1966年本建小へ統合）[46]
- 早川町立本建小学校（1968年五箇小と統合し早川町立早川南小学校へ）[47]
- 早川町立五箇小学校（1968年本建小と統合し早川南小へ）[47]
- 早川町立三里小学校茂倉分校（1969年）[45]
- 早川町立硯島小学校室畑分校（1973年）[46]
- 早川町立西山小学校（1977年三里小と統合し早川町立早川北小学校へ）[48]
- 早川町立三里小学校（1977年西山小と統合し早川北小へ）[48]
- 早川町立都川小学校（1982年早川北小へ統合）[48]
- 早川町立硯島小学校（1983年早川南小へ統合）[47]
- 身延町立大須成小学校大塩分校（1958年）[49]
- 身延町立下山小学校粟倉分校（1960年）[49]
- 身延町立豊岡小学校横光分校（1961年）[50]
- 身延町立帯金小学校（1972年大和小と統合し大河内小となり、1973年身延東小へ改称、2007年大河内小へ再改称）[49]
- 身延町立大和小学校（1972年帯金小と統合し大河内小へ）[49]
- 身延町立豊岡小学校清子分校（1990年）[49]
- 身延町立豊岡小学校（2010年身延小〈初代〉へ統合）[50]
- 身延町立西嶋小学校（2012年静川小と統合し西島小へ）[51]
- 身延町立静川小学校（2012年西嶋小と統合し西島小へ）[51]
- 身延町立久那土小学校（2017年西島小と統合し身延町立身延清稜小学校へ）[52]
- 身延町立西島小学校（2017年久那土小と統合し身延清稜小へ）[52]
- 身延町立下山小学校〈旧〉（2017年統合により身延町立下山小学校〈新〉へ）[53]
- 身延町立下部小学校（同上）[53]
- 身延町立原小学校（同上）[53]
- 身延町立身延小学校〈初代〉（2018年大河内小と統合し身延町立身延小学校〈2代目〉へ）[54]
- 身延町立大河内小学校（2018年身延小〈初代〉と統合し身延小〈2代目〉へ）[54]
- 下部町立久那土小学校道分校（1963年）[49]
- 下部町立下部小学校一色分校（1964年）[49]
- 下部町立下部小学校湯町分校（1966年）[49]
- 下部町立下部小学校高島分校（1966年）[49]
- 下部町立下部小学校杉山分校（1967年）[49]
- 下部町立下部小学校長塩分校（1967年）[49]
- 下部町立久那土小学校上田原分校（1967年）[49]
- 下部町立古関小学校折八分校（1973年）[49]
- 下部町立古関小学校磯分校（1973年）[49]
- 下部町立古関小学校根子分校（1973年）[49]
- 下部町立三保小学校（1987年久那土小へ統合）[51]
- 下部町立古関小学校（2001年久那土小へ統合）[51]
- 中富町立大須成小学校（1986年西島小へ統合）[51]
- 中富町立大須成小学校大塩分校（同上）[49]
- 中富町立曙小学校（2004年原小へ統合）[51]
- 南部町立栄小学校佐野分校（1977年）[55][注釈 4]
- 南部町立富河小学校（2020年万沢小と統合し[56]南部町立富沢小学校へ[57]）
- 南部町立万沢小学校（2020年富河小と統合し[56]富沢小へ[57]）
- 富沢町立富河小学校楮根分校（1964年）[58]
- 富沢町立富河小学校徳間分校（1964年）[58]
- 富沢町立陵草小学校（1969年万沢小へ統合）[59]
- 富士川町立五開小学校（2010年富士川町立鰍沢小学校へ統合）[60]
- 富士川町立鰍沢中部小学校（2014年鰍沢小へ統合）[61]
- 富士川町立増穂西小学校（2015年富士川町立増穂小学校へ統合）[62]
- 鰍沢町立五開小学校長知沢分校（1959年統合により鰍沢中部小へ）[63]
- 鰍沢町立五開小学校箱原分校（同上）[63]
- 鰍沢町立鰍沢小学校鬼島分校（同上）[63]
- 鰍沢町立大同小学校鹿島分校（同上）[63]
- 鰍沢町立五開小学校十谷分校（1981年）[64]

## 南都留郡
- 富士河口湖町立精進小学校（2011年）[65]
- 道志村立道志小学校月夜野分校（1987年）[66]
- 道志村立道志小学校〈旧〉（1999年統合により道志村立道志小学校〈新〉へ）[67]
- 道志村立唐沢小学校（同上）[67]
- 道志村立善之木小学校（同上）[67]
- 道志村立道志小学校久保分校（同上）[67]

## 北都留郡
- 小菅村立小菅小学校長作分校（1992年10月）[68]
- 小菅村立小菅小学校白沢分校（2006年10月）[68]
- 丹波山村立鴨沢小学校（1983年3月31日丹波山村立丹波小学校へ統合）[69]